# La Fête aux copains
Albums de Jean Ferrat
Deux enfants au soleil
(1961) Nuit et Brouillard
(1963)
La Fête aux copains est un album de Jean Ferrat sorti en novembre 1962.

## Listes des titres de l'album
| No | Titre                      | Durée |
| -- | -------------------------- | ----- |
| 1. | La Fête aux copains        |       |
| 2. | Le P'tit Jardin            |       |
| 3. | Les Noctambules            |       |
| 4. | L'Homme à l'oreille coupée |       |
| 5. | Mes amours                 |       |
| 6. | Les Petits Bistrots        |       |
| 7. | Les Nomades                |       |
| 8. | Le Polonais                |       |

## Crédits
- Arrangements et direction musicale : Alain Goraguer[1]
- Prise de son : ?
- Crédits visuels : ?